# Antiquarium della Motta e Mostra del Fossile
Antiquarium della Motta e Mostra del Fossile è un museo comunale di Povoletto (Provincia di Udine) che si trova a Villa Pitotti, un edificio liberty situato nei pressi del centro abitato.
Il museo, costituito da due sezioni: quella archeologica (Antiquarium del Castello della Motta) al piano inferiore e quella di paleontologia (Mostra del Fossile) al piano superiore, è stato aperto al pubblico nel giugno del 2011. La sezione archeologica è frutto della cospicua mole di dati e di reperti acquisiti con le campagne di scavo nel Castello della Motta; la sezione paleontologica proviene in gran parte da donazione privata.

## Sezione Archeologica
Entrando, c’è la sala "infoparco" con una grande mappa che individua il territorio della pedemontana orientale, da Cividale del Friuli a Tarcento, su cui sono indicati gli insediamenti fortificati di epoca medievale: sopra la carta topografica sono messi in evidenza piccoli modelli dei castelli della Motta, di Attimis, sia superiore che inferiore, di Partistagno e di Zucco presso Faedis. L'allestimento evidenzia come i luoghi fortificati del territorio siano disposti lungo la fascia pedemontana, ad est del torrente Torre. Il loro allineamento in punti strategici testimonia una sorta di “sbarramento difensivo” sulle falde dei rilievi, a difesa della pianura e della strada sottostante. È la zona del Friuli a più alta concentrazione di castelli sorti tra XI e XIV secolo. Nel corso del XVI secolo i feudatari frequentarono sempre meno i loro castelli, posti in luoghi disagevoli, prediligendo la dimora nelle più confortevoli residenze poste nella pianura e nelle città fortificate.
Il percorso scientifico della "Collezione archeologica medievale del Castello della Motta di Savorgnano" è articolato in cinque sezioni:
1. Conoscere il Castello della Motta
2. Evoluzione dell'insediamento fortificato
3. Vita quotidiana nel Castello della Motta
4. I signori della Motta di Savorgnano
5. La difesa

### Sezione 1. Conoscere il Castello della Motta
In questa sezione è presentato il luogo fisico del Castello della Motta di Savorgnano, si evidenzia il metodo con cui è stata condotta la ricerca archeologica, basata sull'individuazione degli strati, la comprensione della loro successione cronologica e lo studio dei reperti contestualizzati allo strato. Proseguendo, nella sala 2, su una parete è presentata la sezione stratigrafica rilevata nel mastio del Castello della Motta con indicazioni cronologiche e reperti significativi. Gli oggetti e le campionature, posti nelle piccole teche, provengono esattamente dagli strati originari che, sul pannello, sono stati riprodotti graficamente dai ricercatori.

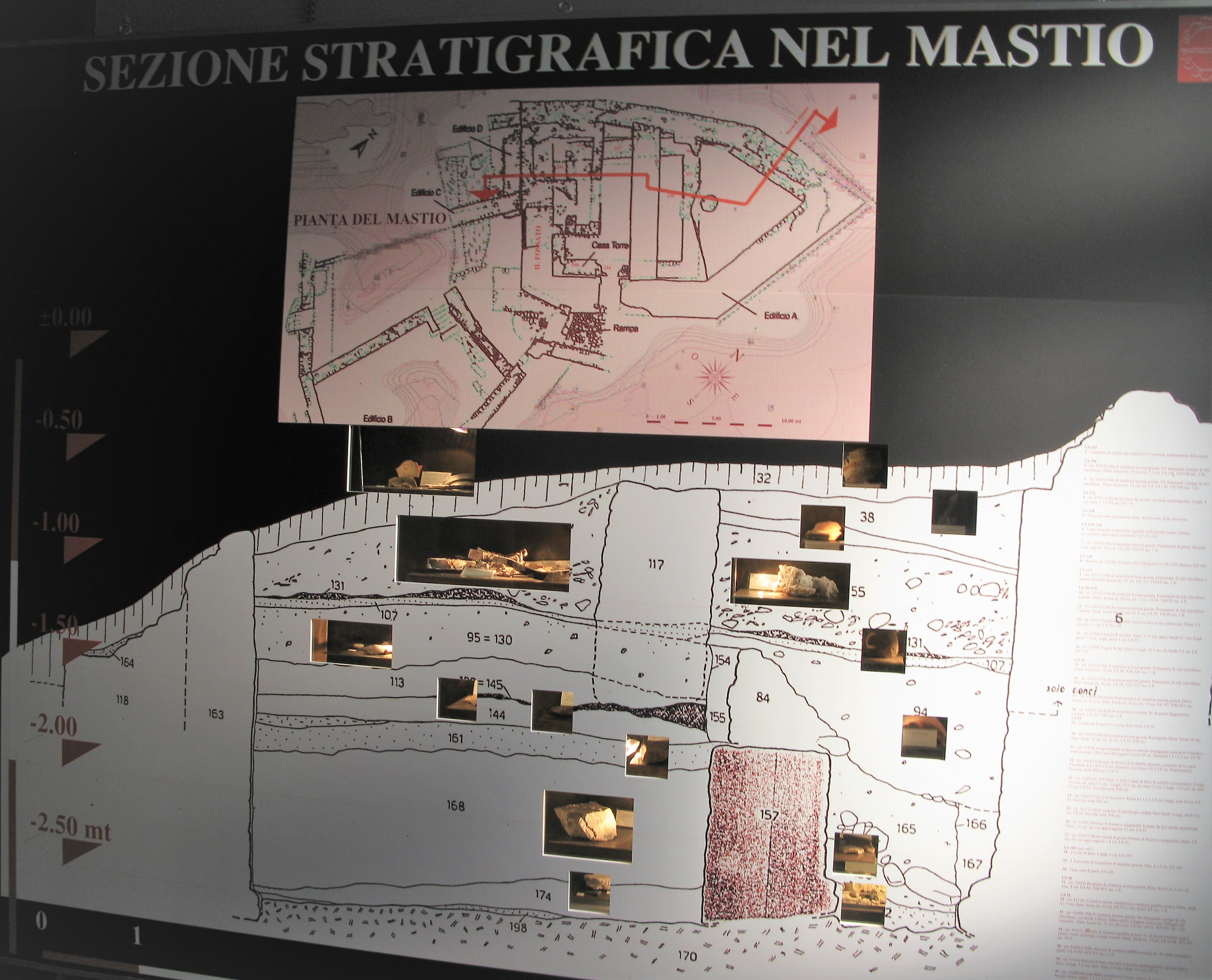
Sezione stratigrafica didattica rilevata nel mastio del Castello della Motta (nord-sud, vista da ovest) con piccole teche contenenti oggetti e campionature prelevati dagli strati originali.

### Sezione 2. Evoluzione dell'insediamento fortificato
In questa sezione si descrive l'evoluzione dell'insediamento fortificato, dall'epoca altomedievale fino agli inizi del XV secolo, quando assume forma compiuta. È inoltre presentato un modellino schematico dell'attuale rudere del mastio poligonale del castello. I colori evidenziano i tratti appartenenti a epoche differenti.

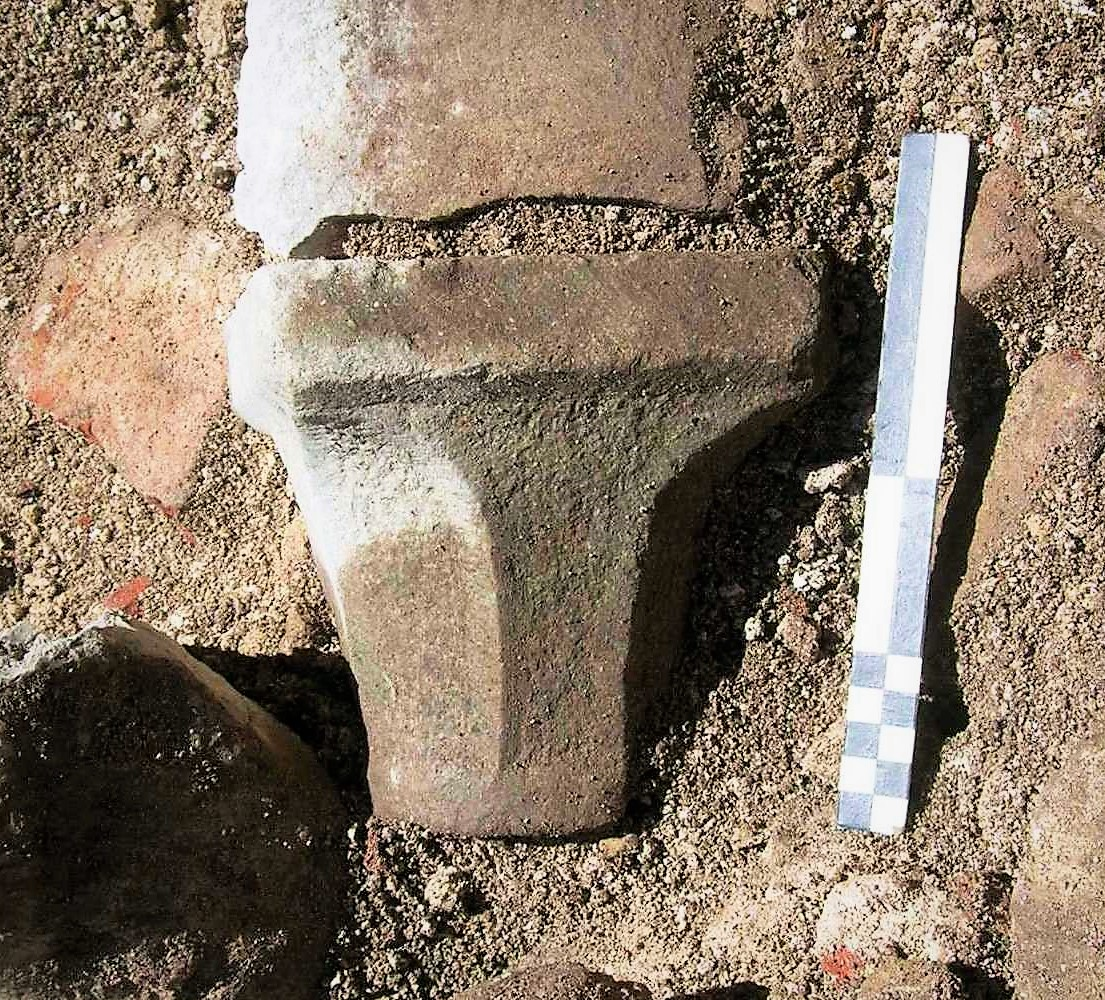
Capitello di pietra, rinvenuto alla base del muro perimetrale sud-est del mastio poligonale del Castello della Motta e ora esposto nell'Antiquarium.

Proseguendo nella sala 3, negli espositori appoggiati al muro di destra si notano, su supporto, un concio di pietra lavorato, capitelli decorati, tegole e mattoni; nella vetrina appesa vi sono attrezzi e ferramenta, serrature e chiavi, cerniere di ferro. Nella prima vetrina isolata, accanto alla finestra, ci sono ancora attrezzi (cuneo, sega, punta di scalpello), un frammento di pavimento in conglomerato, laterizi e un singolare cestello di alare.

### Sezione 3. Vita quotidiana nel Castello della Motta

#### Le suppellettili
Diversi reperti mobili provenienti dagli scavi permettono di ricostruire scorci di vita quotidiana in un insediamento medievale friulano. Nelle vetrine lungo la parete sono esposte suppellettili da mensa.
Il sito della Motta, essendo stato definitivamente abbandonato dai nobili nei primi decenni del XV secolo, nei suoi strati cela solo materiali risalenti a quell’epoca o a periodi anteriori.

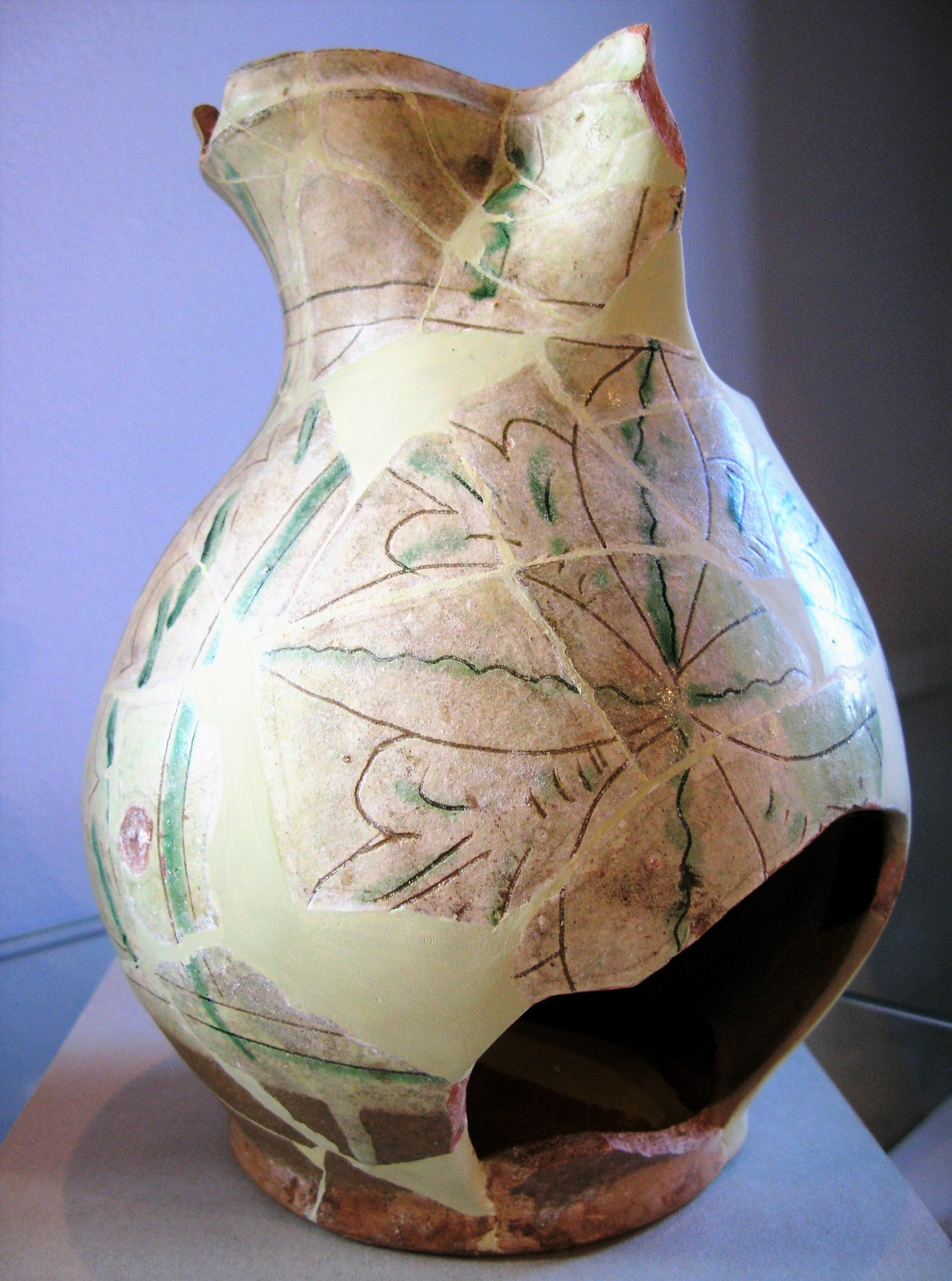
Boccale di ceramica graffita arcaica (XIV secolo), integrato e restaurato.

Fra le forme più diffuse dei manufatti c'è il boccale, ma non mancano anche forme aperte come ciotole, scodelle e catini. Fra gli esemplari più antichi di ceramica rivestita vi sono frammenti di boccale del tipo cosiddetto Santa Croce della metà del XIII secolo (primo rinvenimento del genere in Friuli). Rilevanti gli esemplari ceramici d'importazione dall'area mediterranea, giunti a Savorgnano probabilmente tramite Venezia. 
Nella prima vetrina sono evidenziati oggetti e frammenti di ceramica graffita arcaica (tra cui un grande boccale, ricomposto, con decorazioni fitomorfe) e di maiolica arcaica (boccali e ciotola ricomposta), della seconda metà del XIV secolo; vi sono esemplari rivestiti da smalto stannifero bianco con disegni tracciati in verde (ossido di rame), bruno (ossido di manganese) e blu (cobalto).
Nella seconda, più ampia, vetrina, sono esposti frammenti di manufatti vitrei (ripiano superiore): si tratta di bicchieri, di forma prevalentemente cilindrica ("mioli"), e di bottiglie a ventre sferico, lungo collo cilindrico e fondo rientrante a conoide ("angastare").

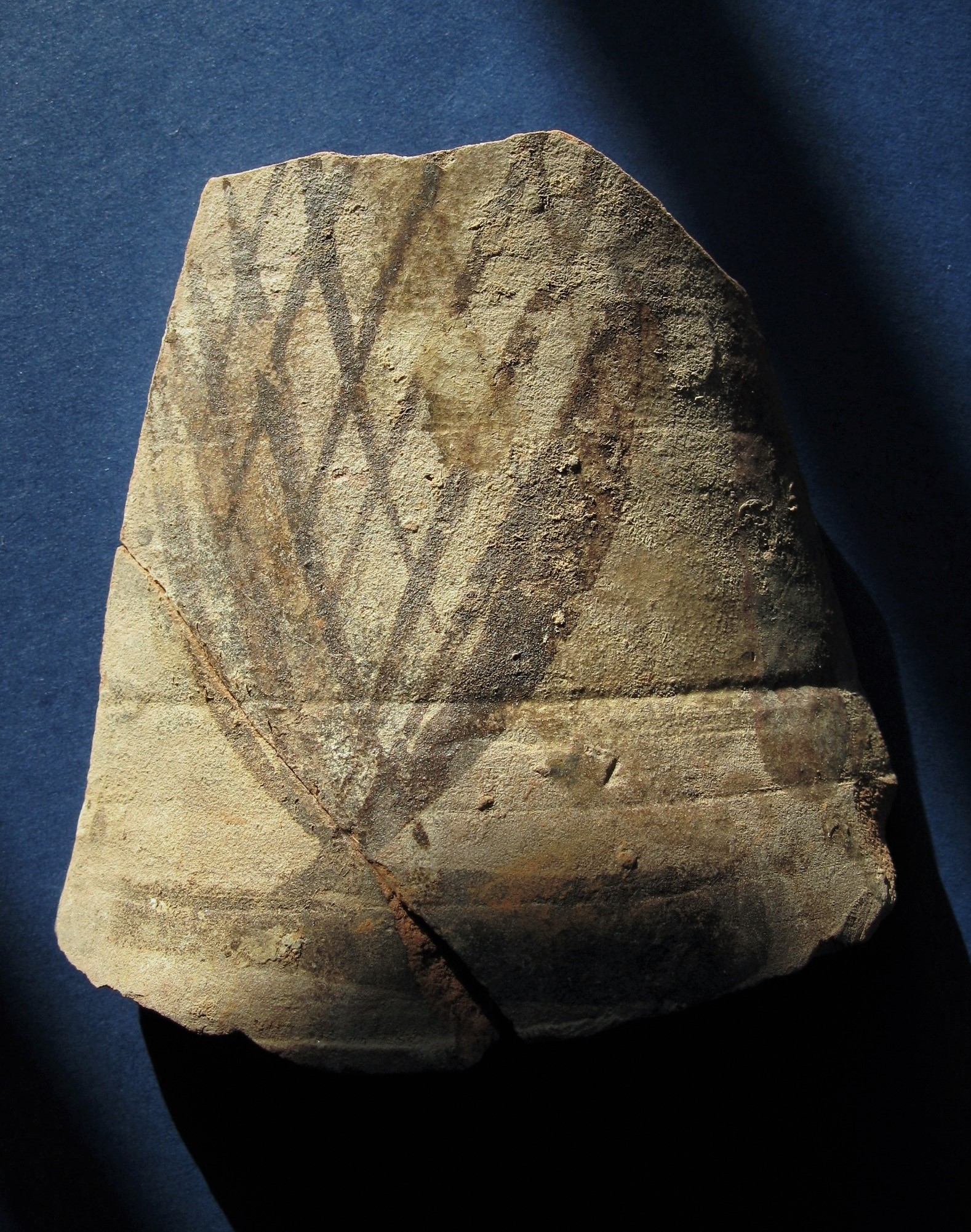
Parete di boccale di ceramica tipo Santa Croce (XIII secolo).

Manufatti di ceramica invetriata, di ceramica dipinta e invetriata, di tipo “Santa Croce” e di ceramica d'importazione sono collocati sul ripiano intermedio (fra cui parti di un probabile boccale di ceramica "ingobbiata monocroma verde" di XIII secolo e il cavetto di una ciotola invetriata con “monogramma mariano” della metà XIV secolo). 
Su quello inferiore, infine, vi sono frammenti di ceramica graffita arcaica (seconda metà del XIV secolo) fra cui una ciotola frammentaria di tipo “San Bartolo”.
In una terza vetrina, più bassa, due suppellettili di metallo, rinvenute negli strati di riempimento del castello, offrono un'idea dell'elevato tenore di vita dei feudatari della Motta di XIII secolo: sono piatti (uno è "mescitoio"), in lega di rame, usati come soprammobili o per la mensa.

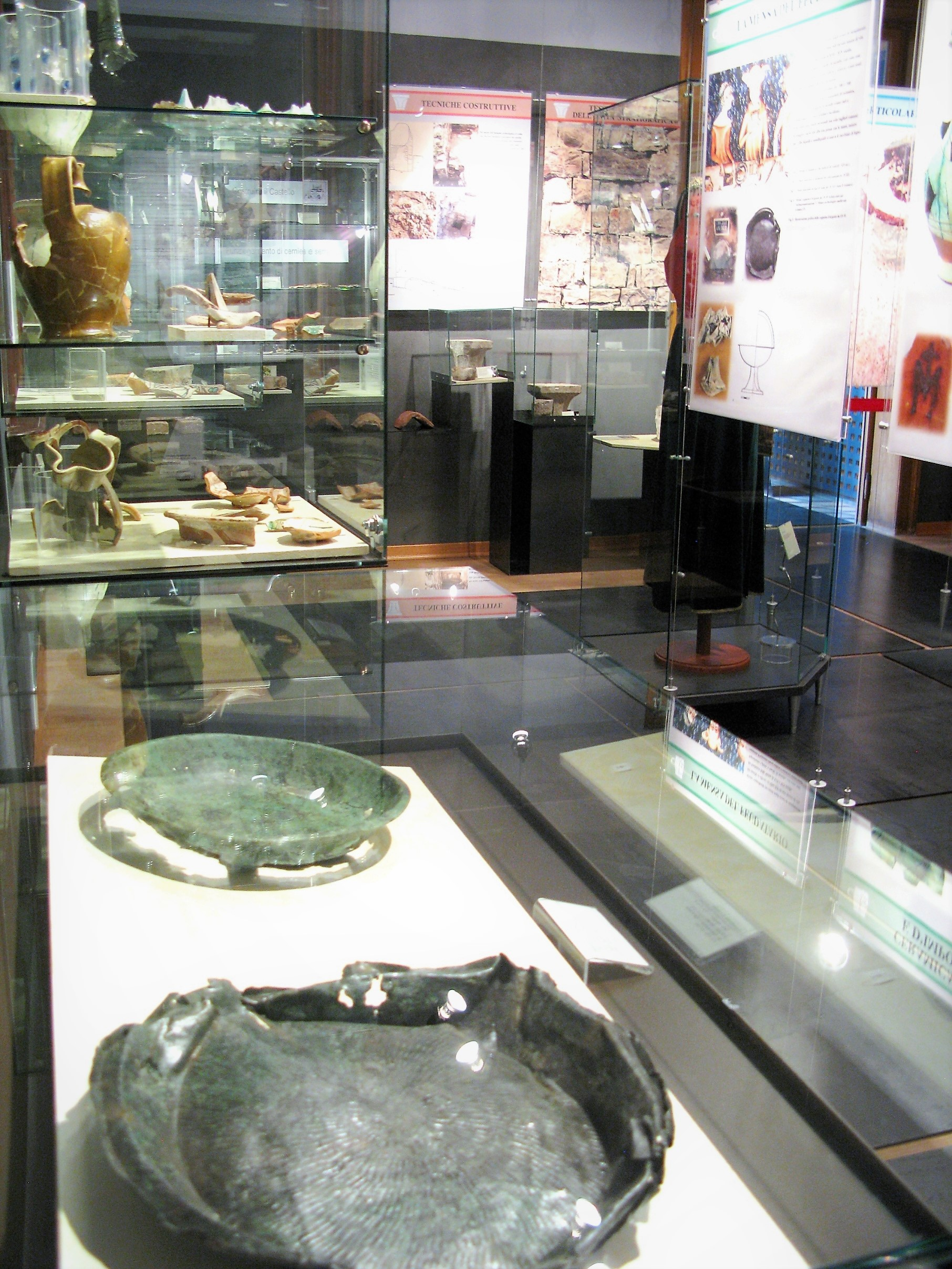
Vetrina con, in primo piano, piatti in lega di rame (XIII secolo).

Il corredo da tavola dei castellani del Duecento e Trecento è eterogeneo con presenza di manufatti di ceramica, vetro e legno. Gli oggetti di metallo erano rari e appannaggio di classi nobiliari facoltose. Non esistevano piatti personali ma solo taglieri comuni: la maggior parte dei cibi era presa con le mani, mentre per i cibi liquidi e semiliquidi si usava il cucchiaio di legno.
Oltre l'angolo con "macine e mole" ci sono tre vetrine contenenti manufatti di ceramica grezza. Di solito, è la classe di materiale rinvenuta in maggiore quantità perché si tratta di vasellame fittile impiegato nell'ambito domestico per la conservazione degli alimenti (granaglie nelle olle, frutta secca, ad esempio, nei catini), dei liquidi (nelle brocche), per la preparazione dei cibi (olle per la cottura di quelli semiliquidi, tegami per quelli solidi, catini-coperchio usati come fornetti, testi per focacce non lievitate), per bere (bicchieri) o anche per l'igiene personale (catini). Gli scavi della Motta hanno restituito una considerevole quantità di reperti di ceramica grezza che ripercorrono l'intero arco di vita dell'insediamento dal VII fino all'inizio del XV secolo.
Nella prima vetrina è presentata una rassegna di orli, pareti decorate e anse di bicchieri (XIII secolo).
Nella seconda sono esposte diverse forme: dal testello (piatto per focacce), al tegame, al catino-coperchio. È presente anche la brocca e il catino (tutti gli esemplari sono di XIII secolo).
Infine, la terza vetrina contiene per lo più olle (databili da fine VII a XIII secolo), con una ciotolina e un catino (quest’ultimo di XII/XIII secolo).
La lavorazione avveniva dando all'impasto di argilla una determinata forma per mezzo del tornio (strumento rotante azionato manualmente o con i piedi), utilizzato dal ceramista per la foggiatura e la finitura dell’oggetto.
Sul lato sinistro della porta in metallo con arco a sesto acuto, una vetrina presenta i reperti rinvenuti in un "pozzetto" (USM 438): una fossa settica, a fondo perduto, priva di intonacatura, ricavata in un angolo a sud-est del mastio poligonale. La costruzione, l'impiego e il disuso del pozzetto avvengono fra i primi e gli ultimi decenni del XIV secolo: esso tuttavia contiene strati omogenei con reperti più antichi risalenti dal VII al XIII secolo.
La maggior parte è costituita da contenitori in ceramica grezza, ma sono presenti anche manufatti in vetro, metallo e osso, fra cui un pezzo per il gioco degli scacchi. Sono state recuperate anche molte ossa animali: resti di pasto che hanno offerto un'idea concreta delle specie utilizzate nella dieta alimentare degli abitatori.
Sul ripiano superiore ci sono suppellettili in ceramica grezza: olla (XII/XIII secolo) e tegame con fondo stampigliato (XIII secolo).
Su quello intermedio, parti di oggetti di vetro (bottiglie e bicchieri), un coltellino a codolo, ossa di animali (resti di pasto), un pezzo degli scacchi (alfiere o cavallo) (XI/XIII secolo). Il pezzo, lavorato accuratamente, è stato ricavato da un corno animale.
In basso, c’è un fornetto-coperchio decorato (XII/XIII secolo). Era posto capovolto sulle braci, in modo tale che al suo interno si formasse un ambiente molto caldo idoneo a cuocere il cibo (che poteva essere riscaldato in un secondo momento appoggiandolo anche sopra il fornetto, sempre capovolto).

#### Artigiani e contadini
Sempre nella sala 3, in un angolo, sul pavimento sono presenti parti di macina ad ingranaggio, che confermano come all'interno del castello esistessero spazi appositi in cui erano triturati i cereali. Le macine a ingranaggio erano costituite da due palmenti lapidei: l'inferiore fisso e il superiore mobile, collegato ad un sistema ad ingranaggio, mosso a mano mediante manovella o con l'ausilio di forza animale. La tramoggia (necessaria per far confluire i chicchi sulla superficie dei palmenti) era solitamente di legno e sistemata sopra il palmento superiore. Anche frammenti di ampie mole lapidee attestano la presenza di botteghe artigiane all'interno della fortificazione.

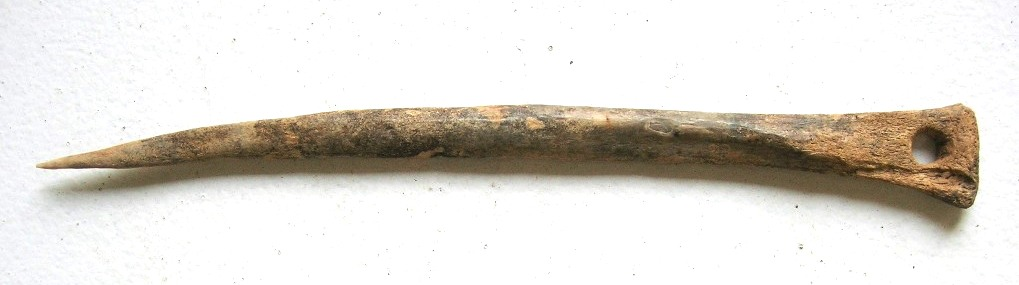
Ago in osso lavorato (XIII-XIV secolo).

A conclusione della sezione 3, utensili di vario tipo sono presentati in una bassa vetrina di fronte alle macine e offrono informazioni sulle attività svolte all'interno del castello in ambito artigianale e domestico. 
Il trattamento del cuoio o della pelle è testimoniato da punteruoli in ferro e da un grosso ago di osso; l'attività legata alla filatura è confermata da resti di pettine per cardare la lana (scardasso) e dalle fusaiole (poste alla base del fuso per rendere regolare la rotazione). Significativa è anche la testimonianza della lavorazione del palco cervino e di attività legata alla fusione dei metalli. Quest'ultima era praticata sia durante la lunga vita dell'insediamento, sia dopo il suo abbandono da parte dei signori. Lo attestano frammenti di scorie, le suddette mole di pietra, i ripostigli di materiale metallico destinato ad essere rifuso.

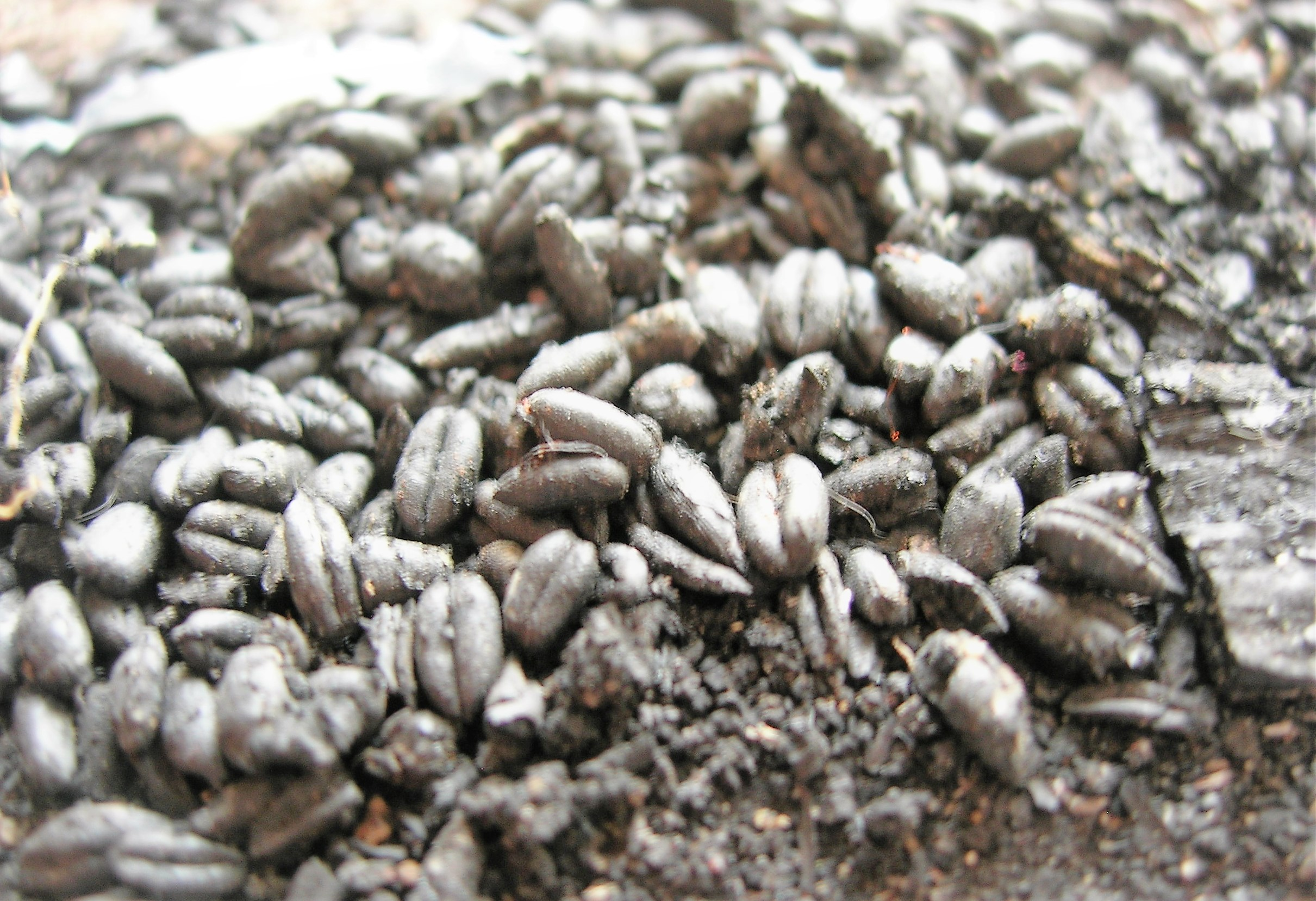
Cariossidi e semi combusti di resti vegetali: cereali, leguminose e rari frutti (il materiale è stato radiodatato agli ultimi decenni del XIII secolo).

Lo studio dei resti vegetali combusti e dei depositi di ossa animali, tralasciando gli esemplari non riconducibili a uso alimentare, consente l'identificazione delle specie vegetali coltivate nei pressi del castello, utilizzate per alimenti, e delle specie animali che venivano allevate o cacciate tra XIII e XIV secolo. I dati forniti dai resti vegetali rinvenuti in strati sigillati sono stati divisi per categorie: diversi tipi di cereali, leguminose (favino, veccia, lenticchia, cicerchia) e frutti (nocciola, noce, castagna), a cui si aggiungono le piante infestanti.
Fra gli animali più sfruttati compaiono, in ordine di grandezza, suini, caprovini e bovini. La presenza di grossa selvaggina conferma l'utilizzo in cucina di animali selvatici, esito di battute di caccia. Non mancavano sulla tavola dei feudatari anche i molluschi, così come testimoniato dalle valve di conchiglia.
Da segnalare un singolare esemplare di cote a serramanico (XIII secolo) e un coltello a serramanico, con tre lame appaiate (XIII secolo).

### Sezione 4. I signori della Motta di Savorgnano
Al centro della sala 3, la sezione 4 è dedicata ai feudatari della Motta. Le origini di questi antichi signori sono sconosciute. Nel X secolo (citato tuttavia in un documento notarile del XIII) è presente il presbitero Petro, al quale l’imperatore Berengario I concede di fortificare ulteriormente il castello. Solo nel 1219 è documentato Rodolfo di Ciprioner, signore di Savorgnano ostile al Patriarca di Aquileia. Per questa ostilità i suoi figli, Corrado e Rodolfo jr., perdono il feudo che, verso gli ultimi decenni del Duecento passa nelle mani dei figli di Federico di Colmalisio, ricco possidente udinese. Questi, assunto il predicato de Savorniano, diventano i nuovi signori feudali. La casata, successivamente, attua una cospicua espansione diventando una potente signoria territoriale. Dalla seconda metà del XIV secolo i Savorgnan si rivolgono alla Repubblica di Venezia e ne condividono i destini.

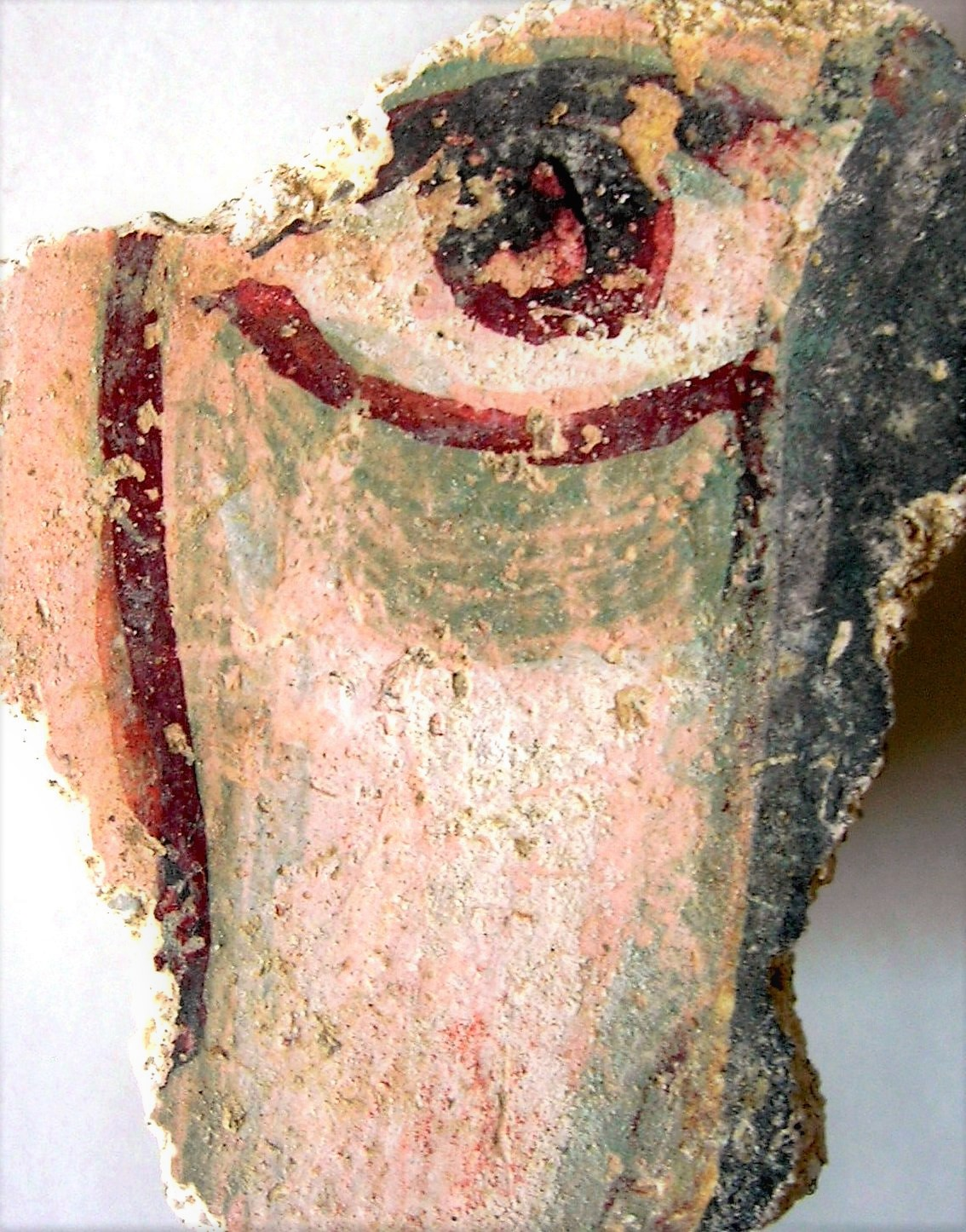
Frammento di intonaco affrescato (volto), proveniente dalla zona della cappella gentilizia del castello (XIII secolo).

Accanto alla vetrina dedicata al “pozzetto Unità Stratigrafica 438” si espone una nutrita rassegna di frammenti di intonaco affrescato. Sono stati ritrovati nel 2005, durante la ripulitura di una fossa clandestina situata nella zona sud-ovest della zona sommitale del colle castellano. Caratteri stilistici e motivi rappresentati hanno consentito di datarli alla seconda metà del XIII secolo. Tuttavia, alcuni esemplari possiedono doppio strato colorato, cosa che presuppone più fasi di intonacatura dell’ambiente in cui gli stessi erano stati realizzati. Si distinguono degli incarnati (parte di volto con occhio, dito, capigliatura), inoltre elementi decorativi e semplici campiture di colore. Con molta probabilità si tratta dell’apparato decorativo della cappella gentilizia del castello, documentata in atti del 1366 e del 1382.

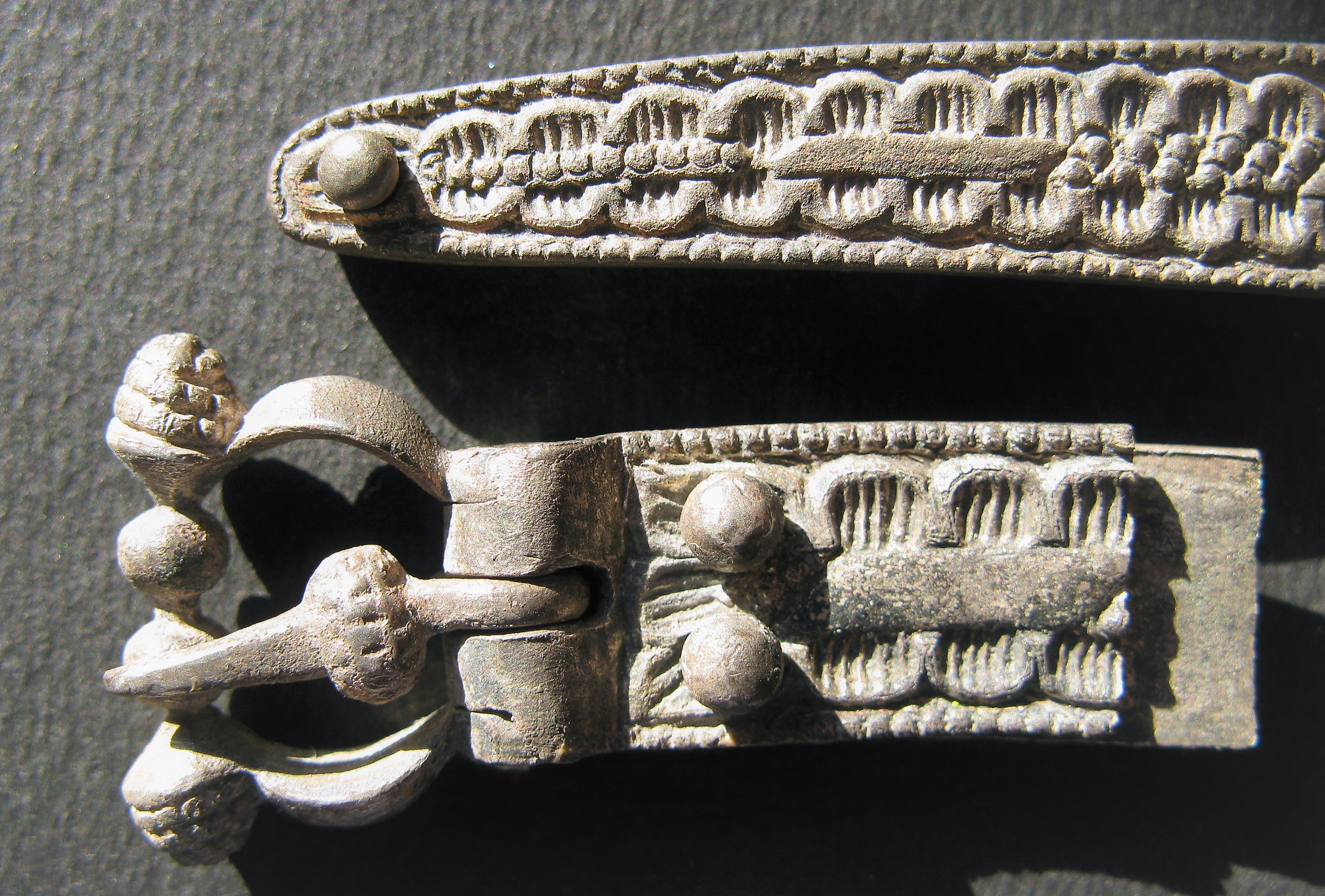
Particolare di fibbia con placca a nastro e puntalino in argento cesellato (seconda metà XIII secolo).

In un’ulteriore vetrina sono esposti oggetti personali, decorativi, con funzione varia e monete. Fra questi, spiccano tre fibbie: due di bronzo del tipo “ad anello” con placca, straordinariamente complete, e una d’argento, parzialmente conservata. Dell’esemplare più grande, con anello lobato in bronzo, fino ad ora non si conoscono riferimenti. L’esemplare in argento, elegantemente cesellato, munito di placca rettangolare “a nastro” e di linguella, trova confronti con rari oggetti conservati sia in Italia che all’estero. Sono databili alla seconda metà del XIII secolo e, come molti altri oggetti metallici distribuiti nelle varie vetrine, provengono dall’unità stratigrafica US 55, scavata all’interno del mastio poligonale. Lo strato ha restituito alcuni singolari reperti di ferro, bronzo e argento, originariamente appartenuti a un ripostiglio di manufatti “tesaurizzati” e destinati a essere rifusi.
Nel ripiano inferiore della vetrina risalta un frammento di ceramica rivestita su ambi i lati da impasto silicico, di provenienza islamica (XIII secolo?); vi sono poi un’elegante controplacca di fibbia in lega di rame, decorata a punzonatura, con superficie originariamente dorata; un vago di collana in vetro blu; due anelli da dito in bronzo (XIII secolo); un orecchino frammentario (XIII secolo); un frammento di flauto dritto; un gancetto bronzeo laminato in oro; una cerniera per piccola anta, originariamente laminata in oro.
La rassegna di monete data dall'XI secolo (emissione del re Salomon) al XVII-XVIII secolo (un denario probabilmente perso da qualche fruitore occasionale del colle). Quattro denari datano fra XII e XIII secolo, una moneta è del XIV mentre tre sono degli inizi dal XV, quando il castello subisce l'ultimo assedio ed è abbandonato dagli occupanti ufficiali (due denari di Antonio II Panciera del 1402-1411 e un soldino di Michele Steno del 1400-1413).

### Sezione 5. La difesa

#### Cavallo e cavaliere
Attraverso la porta in metallo con arco a sesto acuto si accede alla sala 4 e inizia la sezione 5, interamente dedicata agli oggetti di uso militare rinvenuti nel Castello della Motta. Nella stanza, sullo sfondo, risalta la riproduzione in scala reale di cavaliere su cavallo in atteggiamento di carica allo stadio finale, così come doveva apparire tra la fine del XIII e l'inizio del XIV secolo (il fondale è costituito dall'immagine di una battaglia presso il castello di Torrita, il cui originale si trova nel Palazzo Pubblico di Siena).
Guardando il modello, sulla destra è posta una vetrina dedicata al cavallo e al cavaliere. Sul ripiano in alto ci sono ferri da equino e i cosiddetti triboli, strumenti atti soprattutto ad azzoppare i cavalli durante una carica o il loro avanzamento. Sul ripiano inferiore, spiccano uno sprone a rotella, fornito di branche (fine XIV/inizio XV secolo), una cuspide di arma in asta, presumibilmente di lancia da cavalleria, e un puntale di fodero per storta o coltellaccio.
Fin dall'antichità classica l'uomo ha saputo sfruttare la forza e la dignità del cavallo. Nel medioevo, a partire dal IX secolo, la cavalleria si è sviluppata in seno alla società feudale con caratteristiche sue proprie: il cavaliere, di rango elevato, si distingueva anche nel possesso e nell'uso delle armi; attributi tradizionali erano la lancia e la spada. Durante le temibili cariche a ranghi serrati, la cavalleria faceva uso di lunghe lance; oltre alla spada, per il combattimento corpo a corpo, veniva frequentemente usato anche il pugnale.

#### Armi e armati
Sempre nella sala 4, al centro, una particolare teca circolare posta a terra contiene una grande quantità di proietti di artiglieria con calibri differenziati. Tutti gli esemplari di palle di pietra sono contraddistinti dalla presenza di una “basetta” piatta, necessaria ad impedire il rotolamento in fase di lavorazione. I proiettili in pietra hanno conosciuto un largo impiego nella prima fase di vita delle artiglierie. Dalla fine del Quattrocento sono stati progressivamente soppiantati da quelli in ferro, decisamente più efficaci all'impatto, ma di maggior costo. Non esistendo ancora un calibro standard per le bocche da fuoco, i proiettili in pietra venivano scolpiti singolarmente e “su misura” per adattarsi al diametro di ciascuna bombarda. I diametri delle palle di pietra, complessivamente riscontrati, variano da 44 a 330 mm e datano alla fine XIV-inizio XV secolo.
Questi reperti, insieme a quelli contenuti in una bassa vetrina posta a lato di quella circolare a terra (e nell'attigua sala 5 entrando a destra), intendono illustrare il tema delle armi medievali. Nella prima (sala 4) si può ammirare una rassegna di cuspidi di proietto per arma da corda con punte morfologicamente differenziate, una cuspide di giavellotto o di picca, un proiettile di ferro per arma da fuoco e una serie di proietti di artiglieria di piccolo calibro.
L'arco e la balestra erano utilizzati dai fanti, soprattutto dalle mura di cinta in caso di assalto, mai nel combattimento diretto, anche perché i cavalieri avrebbero avuto problemi di equilibrio. Sia l'uno che l'altra sono tra le armi medievali più popolari, fino al diffondersi della polvere da sparo. L'arco ha origine antichissima e durante il primo medioevo viene utilizzato soprattutto dai popoli balcanici e orientali; dal XIII secolo si diffonde anche in Europa occidentale. La balestra è un'arma individuale che deriva delle macchine utilizzate già dal VI secolo e si impiega come arma da caccia; dall'XI secolo è usata in tutta Europa anche in guerra. Rispetto all'arco consente una forza di lancio maggiore, quindi una forza di penetrazione dei dardi ed una traiettoria di lancio più efficienti. Il dardo da balestra, detto quadrello o verrettone, è più corto, robusto e pesante di quello della freccia.
Nella seconda vetrina bassa (sala 5) sono state allestite delle armi particolari fra cui spiccano un quadrellone, cioè una cuspide di arma in asta; una punta frammentaria di cuspide a sezione romboidale; una rara cuspide di freccia incendiaria, dotata di un “cestello” per l'inserimento del materiale infiammabile; una cuspide con punta a quattro rebbi stretti per uso venatorio. Inoltre, sono presentati proietti di artiglieria, semilavorati, che ne testimoniano le fasi di lavorazione in una bottega all'interno del castello.

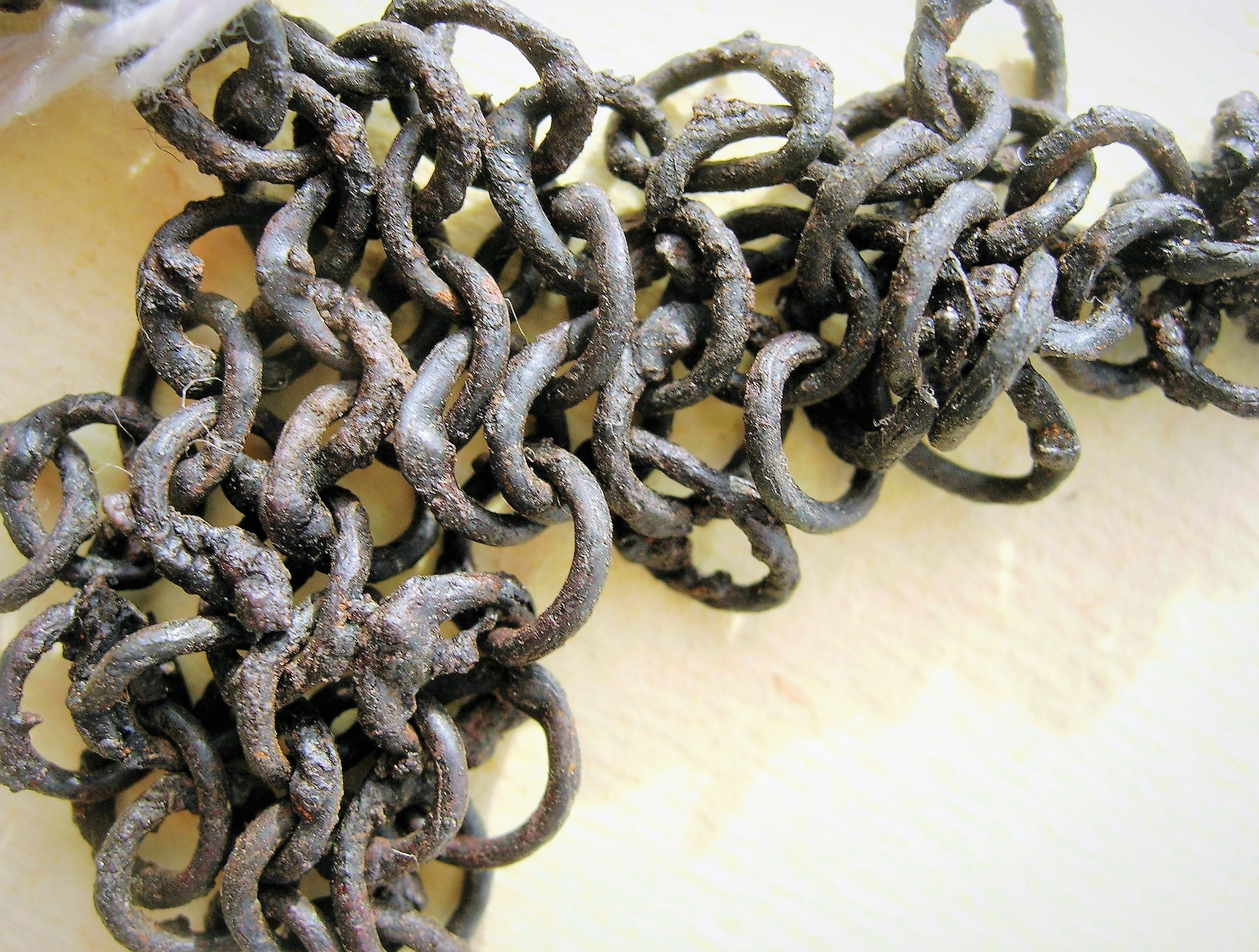
Frammento di protezione in maglia di ferro (usbergo) (XIII-XIV secolo) dalla Motta.

Un altro suggestivo e considerevole tema, trattato nella sala 5, riguarda la difesa del miles, dell'uomo armato. Con gli scavi nel castello sono emerse molte parti di armamento difensivo (protezioni in maglia di ferro, lamiere, elementi di corazza, di brigantina e di corazzina). L'usbergo (tunica in maglia d'anelli di ferro), fino al XIII secolo ha rappresentato la soluzione più frequente per la difesa dell'uomo d'arme. Al suo volgere, l'armamento si è arricchito di una protezione per il busto in cuoio (in latino coramen, da cui “corazza”) alla quale erano applicate delle placche di ferro. L'evoluzione dell'apparecchiatura difensiva ha condotto, nel corso del XV secolo, alla realizzazione di attrezzature antropomorfe: le armature a piastre.
Nella prima vetrina appesa al muro di sinistra sono esposti: sul ripiano superiore lamelle curvate di corazzina o di brigantina; in quello centrale frammenti di protezione in maglia di ferro (XIII-XIV sec.); in quello inferiore gruppi omogenei di lamelle di brigantina e interessanti lamelle di guanto corazzato.

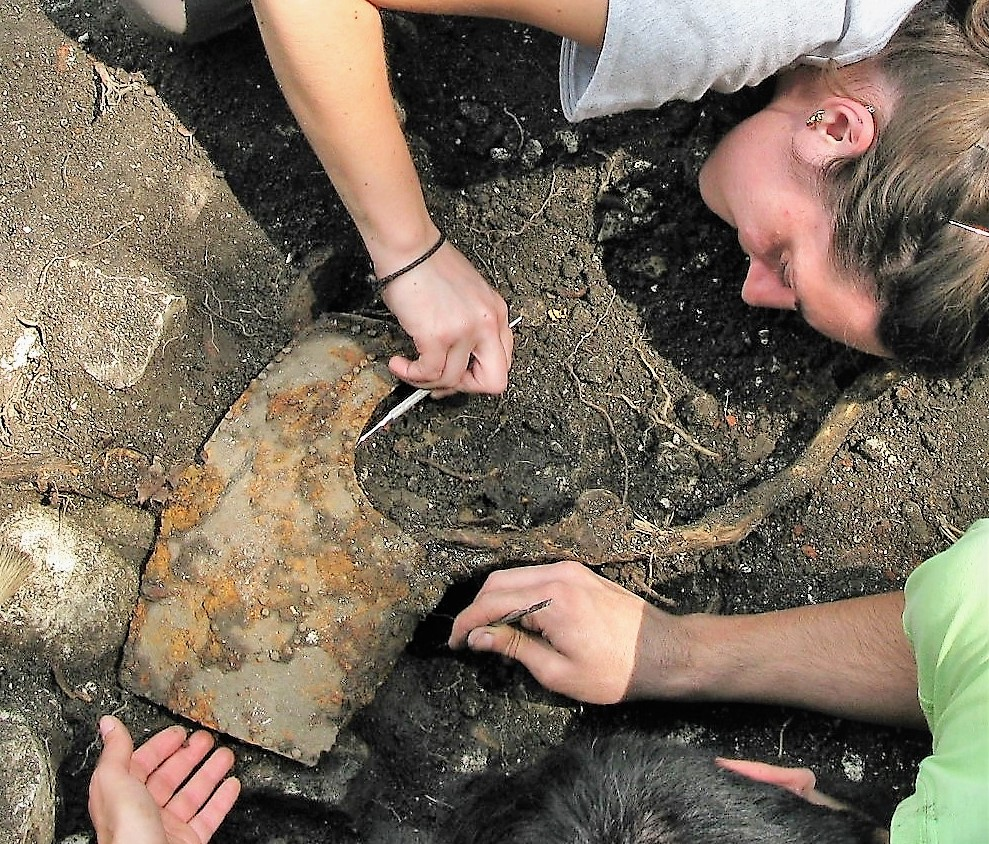
Parte di pettorale di brigantina in ferro, durante lo scavo nel castello (ora in museo) (XIV secolo).

Nella seconda vetrina (accanto all'uscita) emerge vistosamente la pezza da schiena per corazzina a forma di trapezio e, sul ripiano inferiore, un gruppo omogeneo di lamelle di corazzina o di brigantina.
Sul fondo della sala 5, a lato della finestra munita di grata, due vetrine sono dedicate alle piastre di ferro di una corazza. I ventitré frammenti originali, restaurati e in alcuni casi ricomposti, appartengono a tre differenti esemplari. L’insieme principale è rappresentato da una dozzina di elementi originariamente disposti in modo da formare una difesa per il busto, di fante o cavaliere della seconda metà del XIII secolo, detta lama o lameria. Di questo oggetto ci sono pochissimi riferimenti iconografici e ancor più rari sono gli esemplari provenienti da contesti di scavo.
Nella vetrina di destra sono presentati, su pannello inclinato, le piastre per "corazza a lamiere": gran parte delle piastre, ad eccezione di quella dorsale (di maggiori dimensioni), è di forma rettangolare con lieve curvatura. Si tratta dei più antichi esemplari di protezione del busto di epoca bassomedievale rinvenuti in territorio europeo.

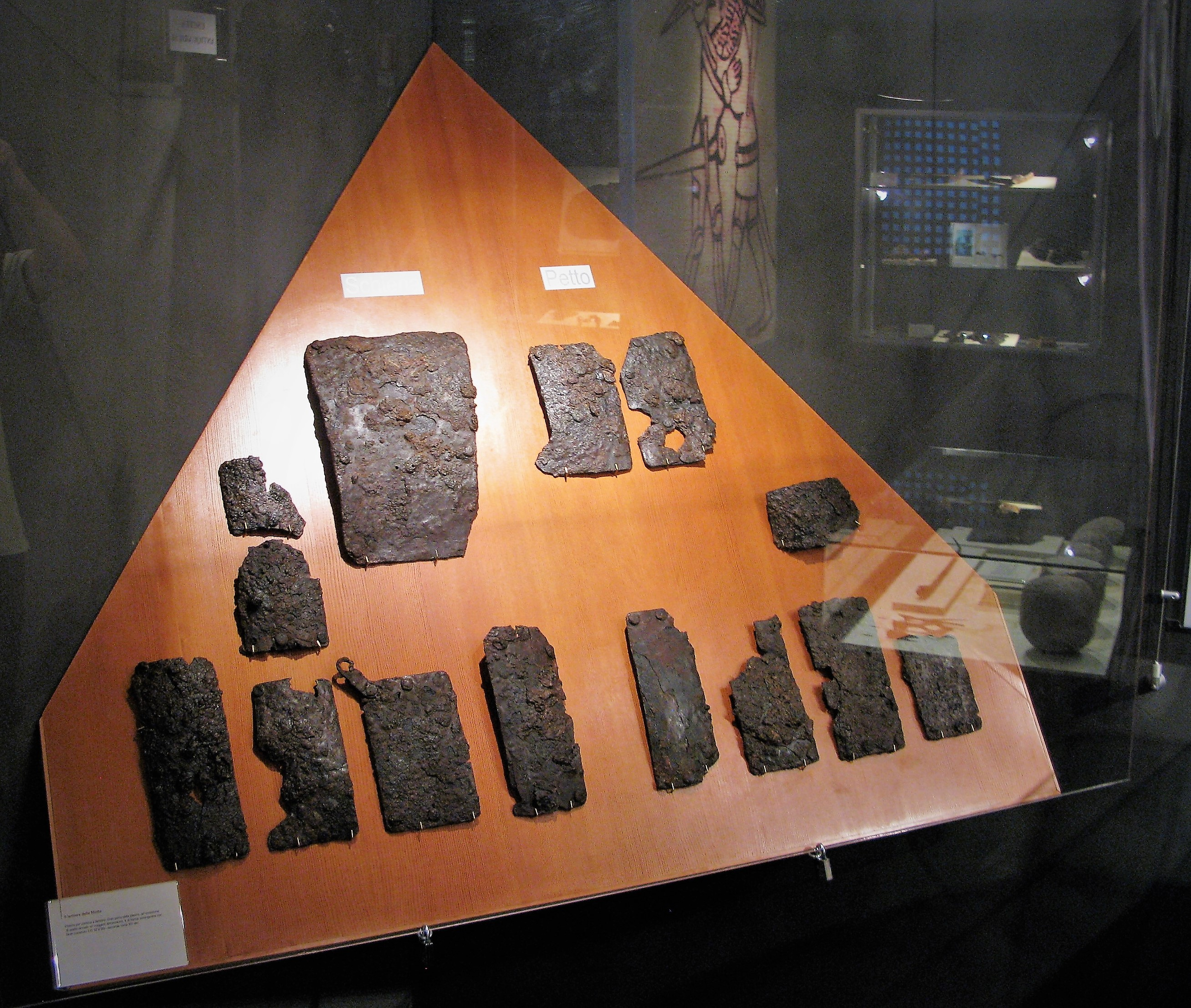
Esposizione di piastre, dorsali, frontali e laterali, di corazza a lamiere in ferro, per la protezione del busto (seconda metà XIII secolo).

Nella vetrina verticale di sinistra, infine, c'è un busto con la ricostruzione didattica del lamiere con il supporto di copertura in tessuto pesante.

## Sezione di paleontologia

### Formazione dei fossili
Al primo piano del Museo è ospitata la sezione paleontologica, articolata in quattro sezioni strutturate per introdurre al visitatore alcuni concetti base della paleontologia.
Nella sala 6, la sezione 1 offre al visitatore un inquadramento geologico del settore orientale delle Prealpi Giulie, con particolare attenzione alle Valli del Natisone.
Nelle due vetrine sono esposti reperti di provenienza locale, selezionati esclusivamente in base al loro pregio estetico: rudista, gasteropodi, coralli, pesce clupeomorfo, pesce picnodontiforme, mandibola, denti e cranio di Ursus spelaeus.
La sezione 2, allestita nella sala 7 e lungo il corridoio di collegamento alla sala 8, introduce al concetto di fossilizzazione, illustrando, con esempi concreti, alcuni dei processi che portano alla formazione di un fossile e sottolineando la loro importanza per la datazione delle rocce, per la comprensione delle mutazioni climatiche e dell'evoluzione degli esseri viventi.
Due vetrine contengono fossili provenienti dal Friuli ma anche da altre località italiane: bivalvi, ricci di mare, stelle marine, coralli, gasteropodi, ammonoidi, spugne, angiosperme, gimnosperme; una vetrina espone esemplari che illustrano vari processi di fossilizzazione: modelli interni di gasteropode, ammonoidi, trilobiti, bivalvi, gasteropodi; in un'ulteriore vetrina vi sono fossili che datano rocce: bivalvi, gasteropodi, ammonoidi, granchio, brachiopodi, belemniti, graptoliti.

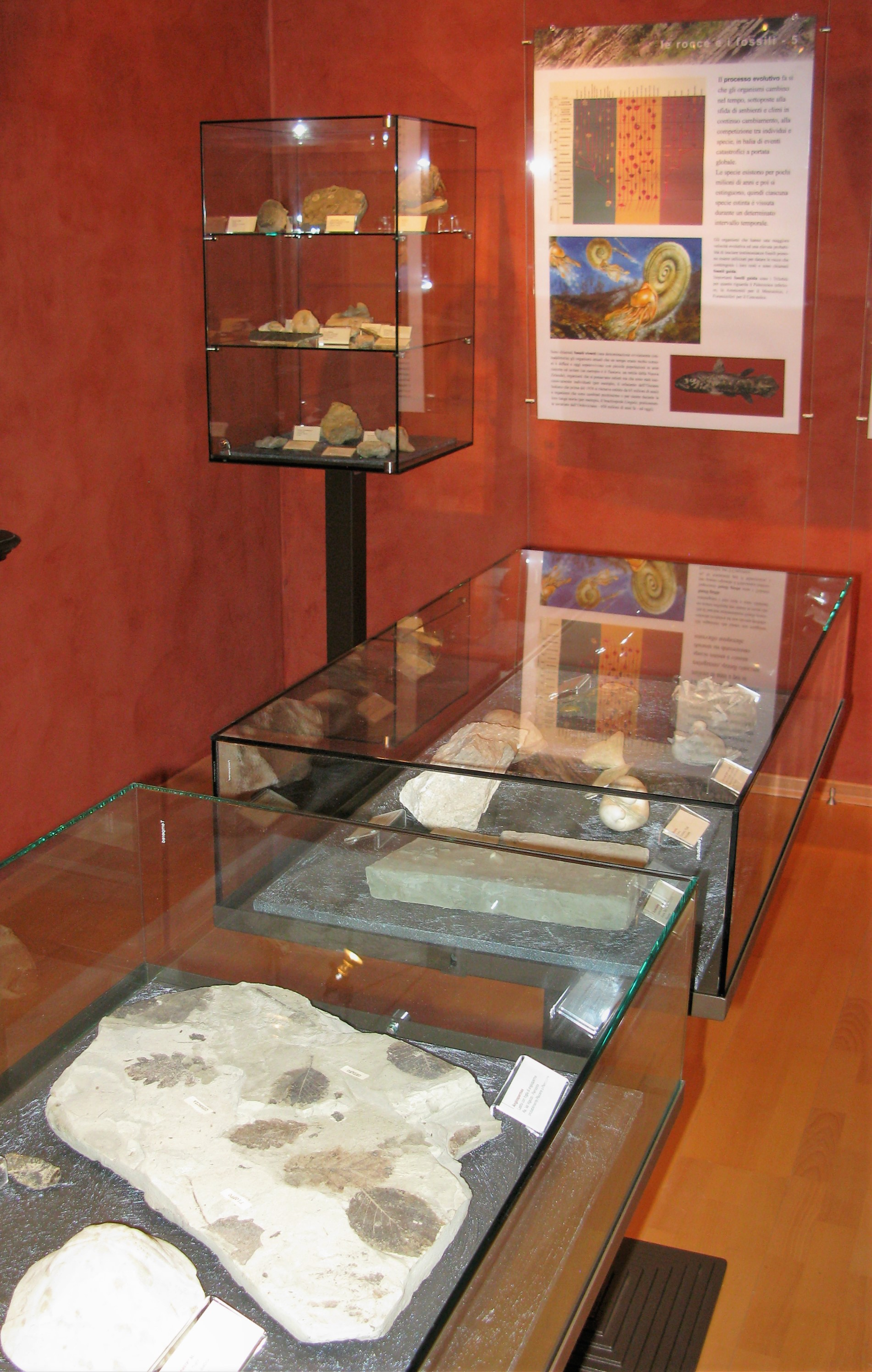
Panoramica della sala 7, dove si illustra con esempi concreti il processo di fossilizzazione.

Negli espositori lungo il corridoio verso sala 8 si possono ammirare anche alcuni esemplari utilizzati come indicatori climatici: coralli, ricci di mare, ammonoidi, bivalvi, gasteropodi, belemniti, pesci.

### L'orso delle caverne

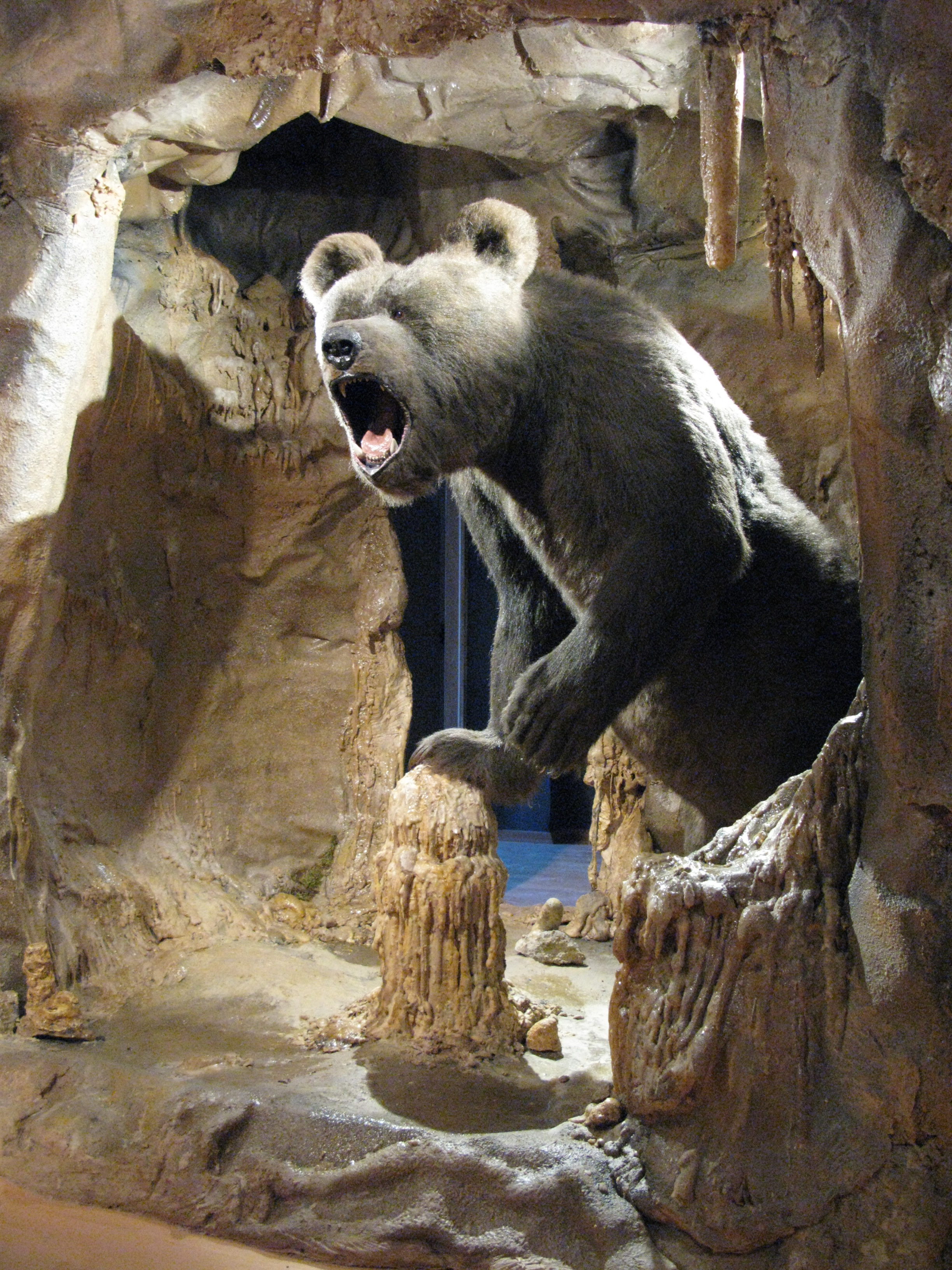
Riproduzione, in museo, a grandezza naturale, dell'orso delle caverne (Ursus spelaeus) e del suo habitat.

Nella sala 8, la sezione 3 è dedicata all'orso delle caverne (Ursus spelaeus). Di notevole effetto la riproduzione, a grandezza naturale, di questo mammifero che abitò l'Europa soprattutto durante l'ultima grande glaciazione würmiana (da 300.000 a 10.000 anni fa); accanto, è posto lo scheletro ricomposto, originale, di un esemplare trovato a Cret del Landri, una grotta presso Borgo Salandri (Attimis).
In una vetrina vi sono reperti rinvenuti in varie grotte della zona e appartenenti ad animali che vissero durante l'ultima glaciazione oltre a quelli che popolarono in seguito la zona: Ursus spelaeus, mammiferi erbivori, ungulati, cinghiale, ghiro.
La sezione 4 (vetrina in sala 8 e vetrine nella sala 9) offre una panoramica sulla paleontologia del Friuli.
Nella nostra regione si trovano fossili di organismi vissuti negli ultimi 450 milioni di anni di storia della Terra, a partire dall'Ordoviciano superiore, fino al Quaternario: in quest'ultima sezione sono presentati alcuni tra i fossili più significativi di alcuni periodi.
La vetrina della sala 8 contiene esemplari del Paleozoico (da 541 a 252 milioni di anni fa) : brachiopodi, ammonoidi, trilobiti, graptoliti, bivalvi, gasteropodi, felci.
Nella sala 9, quattro vetrine contengono fossili del Mesozoico (da 252 a 65 milioni di anni fa). Per il Triassico: stelle marine, ammonoidi, brachiopodi, bivalvi, gimnosperme; per il Giurassico: ammonoidi; per il Cretacico: rudiste (alcune di discrete dimensioni collocate su appositi supporti esterni alle vetrine), coralli, gasteropodi, bivalvi, ammonoidi, stelle marine, pesci clupeomorfi, pesci picnodontiformi, araucarie.
Infine, due vetrine espongono fossili del Cenozoico (da 65 milioni di anni fa ad oggi): un particolare rilievo è stato dato ad alcuni organismi biocostruttori, quali i coralli, che diedero vita alle imponenti barriere coralline eoceniche, e ad alcune categorie di icnofossili, suggestive testimonianze dell'attività di organismi vissuti nel passato: troviamo coralli, foraminiferi, gasteropodi, bivalvi e piste di organismi limivori (che prelevavano il nutrimento dai sedimenti fangosi).